# Wojciech Łowicki
Wojciech Łowicki (ur. 11 czerwca 1972 w Lipnie) – znawca, marszand i popularyzator komiksu, kurator sztuki. Główny kurator wystaw Międzynarodowego Festiwalu Komiksu i Gier w Łodzi. Dyrektor toruńskiego Festiwalu Kultury Popularnej DwuTakt.

## Życiorys
Absolwent Muzealnictwa i Zabytkoznawstwa na Uniwersytecie Mikołaja Kopernika w Toruniu. Od końca l. 80 do pocz. l. 90. XX w. związany z toruńskimi klubami fantastyki. W latach 1990–91 współorganizator Toruńskich Dni Fantastyki Piernicon oraz współredaktor zina literackiego Formy Chaosu. W latach 90. XX w. założyciel, a od drugiego numeru redaktor naczelny pisma satyrycznego Qriozum.
Również w latach 90. XX w.: prezes stowarzyszeń studenckich na Uniwersytecie Mikołaja Kopernika w Toruniu (Koło Naukowe Kultury Kresowej i Grupa Kultury Masowej), współzałożyciel Bazy Rysowników przy agencji Val-Press w Warszawie, organizator warsztatów dziennikarskich dla młodzieży oraz współautor koncertów charytatywnych.
W roku 1997 zorganizował (wraz z dr. Marcinem Jaworskim) pionierską wystawę dotyczącą historii komiksu polskiego: Komiks polski 1957–1991. Premiera w Muzeum Okręgowym w Toruniu. Była to pierwsza w Polsce i zarazem największa wystawa opowiadająca o historii polskiego komiksu.
W roku 1998 założył i prowadził (do 1999 r.) pierwsze w kraju zbiory komiksu polskiego (dział Komiksu Polskiego w Muzeum Okręgowym w Toruniu).
Od 2011 roku kurator autorskiego cyklu wystaw Cztery pory roku z satyrą i komiksem (w ramach którego tworzy ekspozycje dla muzeów i galerii w kraju: m.in. Centralnego Muzeum Włókiennictwa w Łodzi, IPN "Przystanek Historia" w Warszawie, Muzeum Techniki i Komunikacji w Szczecinie, Muzeum Okręgowego im. Leona Wyczółkowskiego w Bydgoszczy). Dewizą wystaw jest pokazanie gatunków sztuki popularnej poprzez pryzmat ciekawostki i anegdoty, a także łączenie ich z dziejami Polski. Przy tej okazji przez artystów, których działalność jest prezentowana, tworzone są specjalnie oryginalne dedykacje dla widzów.
Od 2011 roku główny kurator wystaw Międzynarodowego Festiwalu Komiksu i Gier w Łodzi.
W 2012 roku mianowany ministrem komiksu w rządzie Partii Dobrego Humoru, prowadzonej przez satyryka Szczepana Sadurskiego.
Pomysłodawca, dyrektor oraz autor formuły toruńskiego Festiwal Kultury Popularnej DwuTakt. Wspólnie z Tomaszem Marciniakiem opracowali jeszcze w 2013 roku koncepcję imprezy, która miała łączyć różne gatunki sztuk popularnych.
Członek Gildii Komiksu. Scenarzysta. Autor popularnych esejów pod wspólnym tytułem Historie z dymkiem, czyli cała prawda o komiksie – bogato ilustrowana. Pisał o komiksie dla Sadurski.com i Gildia.pl.
Honorowy członek Asocjacji Komiksu w Toruniu (AKT).
Autor spisu zaginionych prac komiksowych, szczególnie z okresu PRL-u (tzw. "lista Łowickiego").
Konsultant telewizyjnego serialu dokumentalnego "Komiks - Superbohater PRL"
Prekursor polskiego rynku oryginalnych plansz komiksowych (w tym zakresie m.in. współpraca z domami aukcyjnymi Desa Unicum i Sopocki Dom Aukcyjny). Jego wystawa Komiks polski i jego twórcy (Galeria Orient w Szczecinie, 2013 r.), na której wystawiono ponad 600 prac komiksowych, uznana została za forpocztę wejścia oryginalnych plansz komiksu na polski rynek sztuki.
Działacz na rzecz założenia pierwszego w kraju muzeum i galerii komiksu polskiego.
Do 2015 roku, przez blisko 20 lat, współpracował z dr. Tomaszem Marciniakiem (1966-2015) – kultową postacią współczesnego komiksu polskiego. Jeden z ich ostatnich wspólnych projektów to: Komiks orbitalny. 540. rocznica urodzin Astronoma z okazji Roku Mikołaja Kopernika (2013).
Promotor ufundowania naukowej Nagrody im. Dra Tomasza Marciniaka na Festiwalu Kultury Popularnej DwuTakt.
Autor popularyzującej komiks w Polsce strony internetowej komiksisatyra.pl

## Ważniejsze ekspozycje z cykluWojciech Łowicki & Marcin Jaworski prezentują
- 1997 – Komiks polski 1957–1991 (premiera w Muzeum Okręgowym w Toruniu)[27]
- 1998 – Współczesny komiks polski 1991–1997 (premiera w Muzeum Okręgowym w Toruniu)[28]

## Ważniejsze ekspozycje z autorskiego cykluCztery pory roku z satyrą i komiksem
- 2011 – Tytus – najsłynniejszy harcerz Rzeczypospolitej, czyli historia Tytusa, Romka i A'Tomka (premiera w Muzeum Regionalnym im. Wł. Golusa w Ostrzeszowie)[29]
- 2012 – Propaganda PRL w komiksie (premiera w Muzeum Regionalnym w Szczecinku)[30]
- 2012 – Religia w komiksie (premiera w Muzeum Ziemi Pyzdrskiej w Pyzdrach)
- 2013 – Fantastyka w komiksie, komiks w fantastyce (premiera na Festiwalu Gier i Fantastyki Copernicon w Toruniu)[31]
- 2014 – Edward Lutczyn: stare i… nowe (premiera w Galerii Chłodna 20 w Suwałkach)[32]
- 2014 – Historia Polski według komiksu (premiera w Muzeum im. Aleksandra Kłosińskiego w Kętach)[33]
- 2014 – Smoki, fiaty i rakiety (premiera w Muzeum Techniki i Komunikacji – Zajezdnia Sztuki w Szczecinie)[34]
- 2014 – Kajko i Kokosz – najdzielniejsi woje Mirmiła (Galeria Satyrykon w Legnicy)[35]
- 2015 – Jacek Fedorowicz. To tylko żarty (premiera w Galerii Chłodna 20 w Suwałkach)[36]
- 2016 – Szczepan Sadurski – rysunki na dobry humor (premiera w Galerii Chłodna 20 w Suwałkach)[37]
- 2017 - "Miłosne przypadki słynnych komiksowych bohaterów" (premiera w kościele pw. św. Piotra i św. Pawła w Chełmnie)[38]
- 2018 - "Kreski ekstra mocne, czyli rysunki Marka Raczkowskiego" (premiera w Galerii Chłodna 20 w Suwałkach)[39]

## Wybrane ekspozycje poza cyklami
- 2012 – Apokalipsa w komiksie (Muzeum Narodowe w Szczecinie)[40]
- 2013 – Komiks polski i jego twórcy (Galeria Orient w Szczecinie)[41]
- 2015 – Historie obrazkowe. Osiem dekad polskiego komiksu (Muzeum Okręgowe im. Leona Wyczółkowskiego w Bydgoszczy)[42]
- 2015 – Kajko i Kokosz – komiksowa archeologia (Muzeum Archeologiczne w Gdańsku Oddział Grodzisko w Sopocie)[43]
- 2017 - Świat „Tytusa, Romka i A’Tomka” Papcia     Chmiela – Instytut Wszechzbytków profesora Talenta (premiera w EC1 Łódź)[44]

## Ważniejsze ekspozycje na Międzynarodowym Festiwalu Komiksu i Gier w Łodzi
- 2011 – Janusz Christa. Życie i twórczość[45]
- 2011 – Edward Lutczyn. Tylkomiks[45]
- 2011 – Tadeusz Raczkiewicz. Tajfun story[45]
- 2012 – Przemysław TRUST Truściński. Misterium[46]
- 2012 – 30 lat "Fantastyki"
- 2014 – Lucky Luke – rewolwerowiec szybszy od własnego cienia[47]
- 2015 – Projekt Wiedźmin (CD Projekt RED)[48]
- 2018 – Bogusław Polch. 60-lat pracy twórczej

## Wybrane publikacje
- 1997 – Siedmioro wspaniałych, w: Komiks polski 1957–1991, Qriozum 1997
- 2011 – Czy powinniśmy wstydzić się polskiego komiksu?, Gildia.pl
- 2012 – Kosmiczny striptiz, Gildia.pl
- 2012 – Miliony i klątwa Supermana, Gildia.pl
- 2014 – Edward Lutczyn: stare i… nowe, Komiksisatyra.pl
- 2014 – Doktor Esperanto (rys. Daniel Baum), Centrum im. Ludwika Zamenhofa 2014[49]
- 2015 – Jacek Fedorowicz. To tylko żarty, Komiksisatyra.pl
- 2015 – O Tomku Marciniaku kilka prywatnych wspomnień, Czas Fantastyki nr 2/2015
- 2015 – Doktor od komiksów, Zeszyty Komiksowe nr 20/2015
- 2015 – Tytus wyeksponowany, w: Papcio Chmiel i jego podopieczni, Muzeum Karykatury im. Eryka Lipińskiego 2015
- 2015 – Najszybszy karykaturzysta świata, Komiksisatyra.pl
- 2019 – Mateczki (rys. Jacek Przybylski), Muzeum Historyczne w Przasnyszu 2019

## Nagrody i wyróżnienia
- 2012 – Odznaka Zasłużony dla Kultury Polskiej[2]
- 2015 – Złoty Puchar im. Janusza Christy[2]